# Henricia sanguinolenta
Espèce
Henricia sanguinolenta, l’Étoile de cuir boréale, est une espèce d'étoiles de mer de la famille des Echinasteridae.

## Répartition et habitat
Cette espèce se rencontre en Atlantique du Nord et dans l'océan Pacifique Nord, notamment sur les côtes des États-Unis, du Canada et de l'Europe du nord (elle ne semble pas descendre plus bas que la Bretagne). C'est une espèce benthique et côtière, que l'on peut voir sur les plages, sous des roches, dans des bassins laissés par la marée et sur des fonds de gravier. Cette étoile de mer se rencontre souvent en présence d'éponges de mer. Henricia sanguinolenta vit à des profondeurs comprises entre 0 et 365 mètres,.

## Description
C'est une étoile de mer d'allure assez classique, pourvue de cinq bras effilés, et de couleur généralement fauve. Elle ne doit pas être confondue avec la proche Henricia oculata, plus petite et plus lisse au toucher, et qui partage la même aire de répartition en Bretagne. 

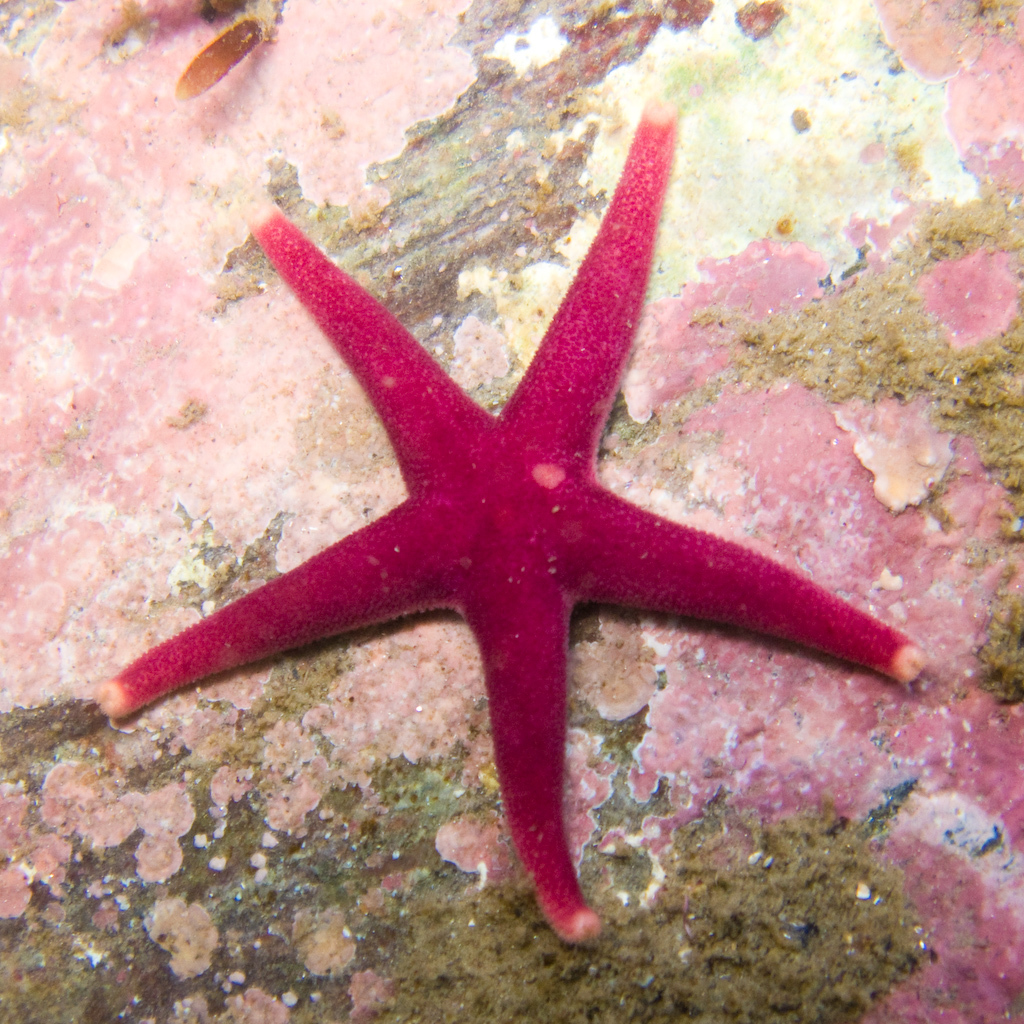
Spécimen nord-américain.
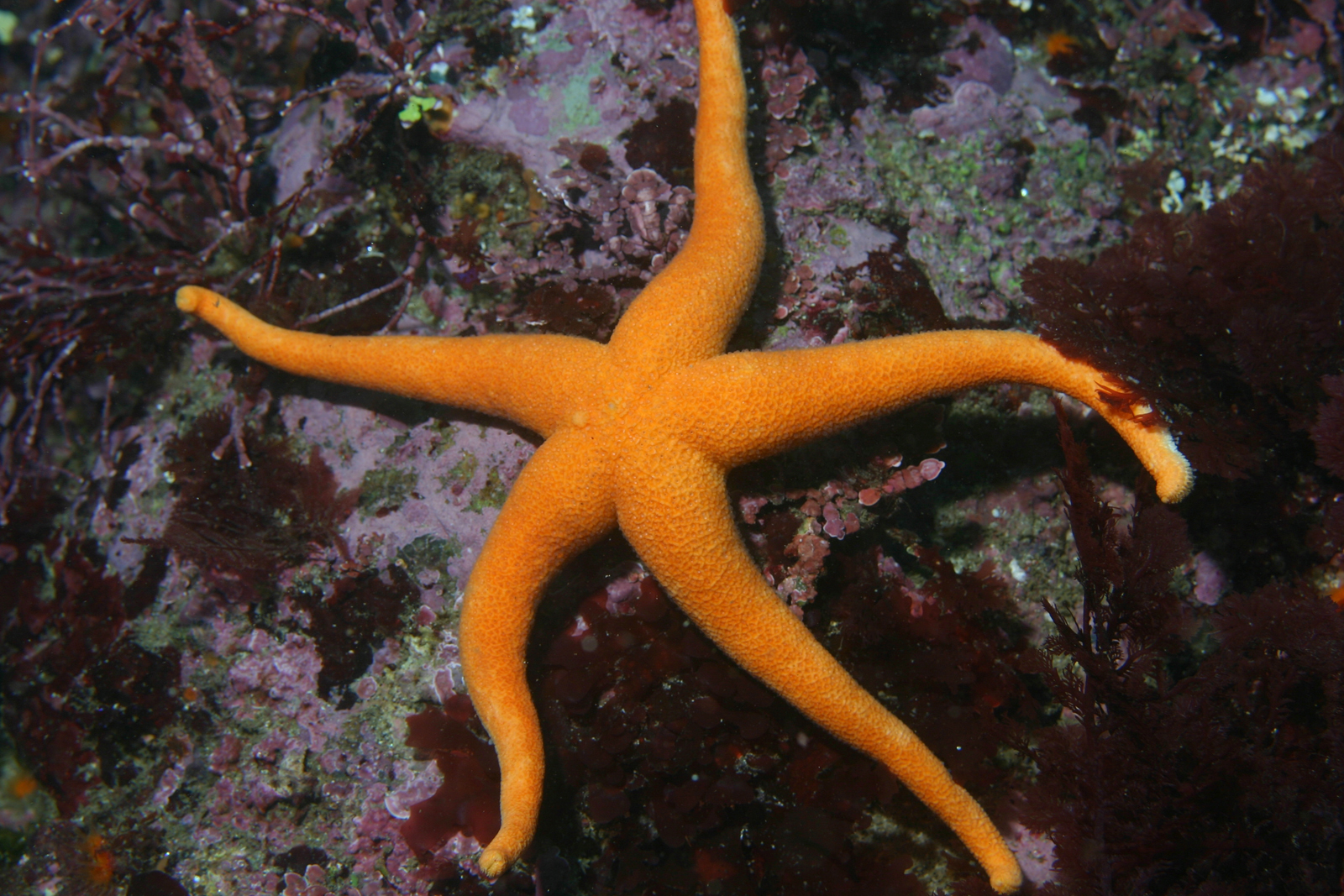
Spécimen orangé.
Spécimen séché.

### Bras
Cette espèce possède cinq bras fins qui se rétrécissent uniformément en pointes à leur extrémité, et sont reliés par un disque central. Cette étoile de mer mesure entre 5 et 12 centimètres de diamètre. Sur la face orale, les bras sont lisses et ont une rainure ambulacraire qui contient deux rangées de podia (pieds munis de ventouses). Sur la face dorsale, les bras sont rugueux avec des groupements de spicules calcaires, vitreux et munis de trois à six pointes (au microscope). Les côtés des bras sont bombés et lisses. Les bras contiennent beaucoup d'organes, et des ocelles sont présentes à l'extrémité : ce sont des organes pigmentés sombres qui détectent la présence de la lumière. Les bras contiennent également des parties de l'estomac pylorique, les parties du système nerveux, et la plupart des autres organes.

### Podia
Les rangées de pieds ambulacraires (les podia) sont situées sur la face orale des bras, dans les sillons ambulacraires. Chaque bras possède deux rangées de podia. Ces podia utilisent un adhésif chimique pour coller aux surfaces et non par système d'aspiration[réf. nécessaire]. Les podia aident l'étoile de mer à tenir sa proie, et l'amener jusqu'à sa bouche. Les podia participent également à la respiration, et excrètent aussi les déchets et l'ammoniaque par diffusion. les rangées de podia sont sensibles aux produits chimiques permettant à l'étoile de mer de détecter des traces chimiques laissées par ses proies. 

### Système nerveux
Henricia sanguinolenta est dépourvue de cerveau, mais a un système nerveux, relativement rudimentaire et très décentralisé. Le système nerveux est en deux parties, le système moteur et le système sensoriel qui sont interconnectés par les neurones. Le système moteur est responsable de la circulation et du fonctionnement, le système sensoriel est chargé de contrôler les organes sensoriels. Ces deux systèmes sont présents sur les bras et autour du disque qui les relie. Si l'un d'entre eux ne transmet pas d'information contradictoire au second, il fonctionnera de manière autonome.

### Système de tubes vasculaires
Henricia sanguinolenta, comme toutes les autres espèces d'étoiles de mer, utilise de l'eau au lieu de sang. L'étoile pompe de l'eau de mer, la filtre et l'éjecte hors de son corps. Cette eau de mer est transportée à travers un système aquifère, fournissant les nutriments nécessaires aux différents organes et contribue à l'échange de gaz. L'eau entre par le madréporite, une structure en forme de tamis sur la face aborale.

### Épiderme
L'épiderme est composé du derme, de l'épiderme mince, et d'une couche mince de myoépithélium cœlomique.

### Système digestif/estomacs
Henricia sanguinolenta possède deux estomacs, un intestin et un rectum conduisant à l'anus. Les deux estomacs sont appelés l'estomac cardiaque et l'estomac pylorique. L'estomac cardiaque est situé au centre du disque. Il est couvert par une fine membrane et fermé par un sphincter. Quand l'étoile de mer tient sa proie, elle étend son estomac pour envelopper la proie. Une fois la proie enveloppée, il se rétracte de nouveau dans le disque et la transfère à l'estomac pylorique pour la digestion. L'estomac pylorique a deux extensions dans chaque bras appelé le cæcum pylorique. Ces derniers sécrètent des enzymes digestives dans l'estomac pylorique. Ensuite, les déchets sont transportés à travers un court intestin jusqu'au rectum. Une partie des déchets est sécrétée par un petit anus sur le côté oral du disque[Information douteuse].

### Papules
Les papules respiratoires sont de petites branchies disposées sur la face supérieure des étoiles de mer. Elles servent à la fois à la respiration et à l'excrétion : les déchets d'ammoniaque sont transportés vers les extrémités de la papule utilisant des cellules phagocytaires, puis sont excrétés[réf. nécessaire].

### Système circulatoire
Henricia sanguinolenta dispose d'un système circulatoire qui forme trois anneaux. Ils sont appelés : l'anneau hyponeural hémal, l'anneau gastrique et l'anneau génital[Information douteuse]. À la base de chaque bras se trouve une paire de gonades.

## Systématique
Le nom valide complet (avec auteur) de ce taxon est Henricia sanguinolenta (Müller, 1776).
L'espèce a été initialement classée dans le genre Asterias sous le protonyme Asterias sanguinolenta O.F. Müller, 1776,.
Henricia sanguinolenta a pour synonymes :
- Asterias pertusa O.F. Müller, 1776
- Asterias sanguinolenta O.F. Müller, 1776
- Cribrella laevior Michailovskij, 1903
- Cribrella pectinata Verrill, 1894
- Cribrella sanguinolenta f. laevior Michailovskij, 1903
- Cribrella sanguinolenta var. curta Norman, 1869
- Cribrella sanguinolenta (O.F. Müller, 1776)
- Echinaster oculatus f. minor Düben & Koren, 1846
- Echinaster oculatus Düben & Koren, 1846
- Echinaster sanguinolentus (O.F. Müller, 1776)
- Echinaster sarsii Müller & Troschel, 1844
- Henricia curta (Norman, 1868)
- Henricia miliaris Verrill, 1914
- Henricia rudis Verrill, 1914
- Henricia sanguinolenta miliaris Verrill, 1914
- Henricia sanguinolenta var. rudis Verrill, 1914
- Linckia pertusa (O.F. Müller, 1776)

### Étymologie
Son épithète spécifique, du latin sanguinolenta, « sanglant », fait référence à ses rayons rouge sang.

### Publication originale
- Othone Friderico Müller, Zoologiae Danicae prodromus, seu animalium Daniae et Norvegiae indigenarum characteres, nomina, et synonyma imprimis popularium (publication), Copenhague, 1776, [lire en ligne].